# Lichtenhain/Bergbahn
Lichtenhain/Bergbahn est un quartier de la ville d'Oberweissbach situé dans l'arrondissement de Saalfeld-Rudolstadt en Thuringe (Allemagne).

## Histoire
Le lieu a été mentionné pour la première fois en 1455 et se trouve sur l'ancienne route commerciale de Erfurt à Nuremberg.
Autrefois, il appartenait au comté de Schwarzburg, puis, plus tard à la principauté de Schwarzburg-Rudolstadt. La ville a été dévastée pendant la guerre de Trente Ans.
L'activité principale était à l'origine le secteur forestier et le charbon de bois. Plus tard, vint la production d'huiles et essences parfumées.
En 1812, 375 habitants ont été recensés, 524 en 1902.
Les principales industries de l'époque moderne sont l'industrie du verre et la fabrication de thermomètre. De plus, le tourisme s'est accrut après la Seconde Guerre mondiale.
La commune de Lichtenhain/Bergbahn a été dissoute le 1er décembre 2008 et intégrée à la ville d'Oberweissbach/Thüringer Wald.